# Rives (Tennessee)
Pour les articles homonymes, voir Rives.
Rives est une municipalité américaine située dans le comté d'Obion au Tennessee.
Selon le recensement de 2010, Rives compte 326 habitants. La municipalité s'étend sur 0,35 mille carré (0,91 km2).
Fondée dans les années 1820, la localité est d'abord appelée Troy Station. Elle est renommée par référendum en l'honneur d'un dirigeant du Mobile and Ohio Railroad. Rives devient une municipalité en 1905.